# Microscopy Research and Technique
Microscopy Research and Technique, abgekürzt Microsc. Res. Tech., ist eine wissenschaftliche Fachzeitschrift, die vom Wiley-Blackwell-Verlag veröffentlicht wird. Es erscheinen zwölf Ausgaben im Jahr. Es werden Arbeiten veröffentlicht, die sich mit der Anwendung der Mikroskopie in biologischen, klinischen, chemischen und Materialwissenschaften beschäftigen.
Der Impact Factor lag im Jahr 2014 bei 1,154. Nach der Statistik des ISI Web of Knowledge wird das Journal mit diesem Impact Factor in der Kategorie Anatomie und Morphologie an 15. Stelle von 20 Zeitschriften, in der Kategorie Biologie an 52. Stelle von 82 Zeitschriften und in der Kategorie Mikroskopie an achter Stelle von zehn Zeitschriften geführt.